# Europapokal der Pokalsieger (Handball) 1980/81
Der Europapokal der Pokalsieger 1980/81 war die sechste Austragung des Wettbewerbs für europäische Handball-Pokalsieger. Die 26 teilnehmenden Mannschaften qualifizierten sich in ihren Heimatländern über den nationalen Pokalwettbewerb für den von der Internationalen Handballföderation (IHF) organisierten Europapokal; der Titelverteidiger CB Calpisa Alicante war automatisch qualifiziert. Im Finale setzte sich der TuS Nettelstedt bei seiner ersten Teilnahme auf internationalem Parkett gegen den FDGB-Pokalsieger SC Empor Rostock durch (16:18, 17:14).

## Chronologie des Wettbewerbs

### Erste Runde
|                      | Gesamt |                    | Hinspiel | Rückspiel |
| -------------------- | ------ | ------------------ | -------- | --------- |
| KV Sasja HC          | 29:62  | Helsingør IF       | 13:25    | 16:37     |
| HV Sittardia         | 50:36  | HC Berchem         | 30:13    | 20:23     |
| FC Porto             | 48:41  | Pallamano Rimini   | 25:19    | 23:22     |
| USM Gagny            | 30:52  | Atlético Madrid    | 17:21    | 13:31     |
| Haukar Hafnarfjörður | 53:34  | Kyndil Tórshavn    | 30:15    | 23:19     |
| Sparta IF            | 33:38  | SK Rapp            | 15:14    | 18:24     |
| VSŽ Košice           | 43:48  | Burewestnik Tiflis | 21:23    | 22:25     |
| UHK Krems            | 20:42  | SC Empor Rostock   | 06:22    | 14:20     |
| HC Minaur Baia Mare  | 54:34  | Hapoel Rechovot    | 27:15    | 27:19     |
| İTÜ SK               | 21:57  | ZSKA Sofia         | 10:24    | 11:33     |

Die übrigen Vereine (TuS Nettelstedt, HK Drott, Elektromos SE, Metaloplastika Šabac, TSV St. Otmar St. Gallen und Titelverteidiger CB Calpisa Alicante) zogen durch ein Freilos automatisch ins Achtelfinale ein.

### Achtelfinale
|                          | Gesamt |                    | Hinspiel | Rückspiel |
| ------------------------ | ------ | ------------------ | -------- | --------- |
| Haukar Hafnarfjörður     | 30:39  | TuS Nettelstedt    | 18:21    | 12:17     |
| TSV St. Otmar St. Gallen | 28:37  | SC Empor Rostock   | 17:17    | 11:20     |
| CB Calpisa Alicante      | 47:42  | FC Porto           | 23:18    | 24:24     |
| HK Drott                 | 42:45  | Elektromos SE      | 23:20    | 19:25     |
| HC Minaur Baia Mare      | (a)    | Helsingør IF       |          |           |
| Metaloplastika Šabac     | 63:39  | SK Rapp            | 34:19    | 29:20     |
| ZSKA Sofia               | 47:34  | HV Sittardia       | 23:13    | 24:21     |
| Atlético Madrid          | 49:43  | Burewestnik Tiflis | 30:21    | 19:22     |

### Viertelfinale
|                      | Gesamt |                     | Hinspiel | Rückspiel |
| -------------------- | ------ | ------------------- | -------- | --------- |
| Atlético Madrid      | 36:39  | SC Empor Rostock    | 20:20    | 16:19     |
| HC Minaur Baia Mare  | 37:25  | ZSKA Sofia          | 20:12    | 17:23     |
| TuS Nettelstedt      | 47:36  | CB Calpisa Alicante | 27:16    | 20:20     |
| Metaloplastika Šabac | 46:38  | Elektromos SE       | 26:22    | 20:16     |

### Halbfinale
|                      | Gesamt |                     | Hinspiel | Rückspiel |
| -------------------- | ------ | ------------------- | -------- | --------- |
| Metaloplastika Šabac | 33:34  | SC Empor Rostock    | 17:11    | 16:23     |
| TuS Nettelstedt      | 43:40  | HC Minaur Baia Mare | 23:16    | 20:24     |

### Finale
Das Hinspiel fand am 18. April 1981 in der Rostocker Sport- und Kongresshalle und das Rückspiel am 25. April 1981 in der Lübbecker Kreissporthalle statt.
|                  | Gesamt |                 | Hinspiel | Rückspiel |
| ---------------- | ------ | --------------- | -------- | --------- |
| SC Empor Rostock | 32:33  | TuS Nettelstedt | 18:16    | 14:17     |

#### Hinspiel
| SC Empor Rostock | SC Empor Rostock | TuS Nettelstedt | TuS Nettelstedt |
| | Hinspiel Samstag, 18. April 1981, 17:30 Uhr in Rostock (Sport- und Kongresshalle) Ergebnis: 18:16 (11:6) Zuschauer: 4.300 (ausverkauft) Schiedsrichter: Nilsson, Jersmyr ( Schweden)                                                            |                 |                 |
| Jürgen Rohde, Hans-Joachim Sommer – Hans-Georg Jaunich (1) , Helmut Wilk (4), Frank-Michael Wahl (9/6), Frank Seydel, Siegfried Sanftleben (1), Christian Langner, Holger Langhoff, Volkmar Warning (1), Michael Wemuth (1), Jürgen Nowoczin (1) Trainer: Heinz Strauch | Klaus Wöller, Peter Lipp – Hartmut Kania (2), Klaus Schibschid (2), Harry Keller (2), Zdravko Miljak (4), Uwe Kölling, Dieter Waltke (1) , Peter Pickel (1), Klaus Waldhelm (2), Hans-Jürgen Grund, Milan Lazarević (2) Trainer: Martin Karcher |                 |                 |

#### Rückspiel
Keller erzielte in der Schlussminute den Treffer zum 17:14, der das Spiel endgültig entschied und die Anwendung der Auswärtstorregel (ebenfalls zugunsten der Nettelstedter) verhinderte.
| TuS Nettelstedt | TuS Nettelstedt | SC Empor Rostock | SC Empor Rostock |
| | Rückspiel Samstag, 25. April 1981, 16:30 Uhr in Lübbecke (Kreissporthalle) Ergebnis: 17:14 (8:6) Zuschauer: 4.000 (ausverkauft) Schiedsrichter: Nosnicka, Horvat ( Jugoslawien)                                                                                 |                  |                  |
| Klaus Wöller, Peter Lipp – Hartmut Kania (2), Klaus Schibschid, Harry Keller (3), Zdravko Miljak (4/3), Uwe Kölling (1), Dieter Waltke (3) , Peter Pickel, Klaus Waldhelm (3), Hans-Jürgen Grund, Milan Lazarević (1) Trainer: Martin Karcher | Jürgen Rohde, Hans-Joachim Sommer – Hans-Georg Jaunich , Helmut Wilk (4), Frank-Michael Wahl (6/1), Frank Seydel (1), Siegfried Sanftleben, Christian Langner (2), Holger Langhoff, Volkmar Warning, Michael Wemuth, Jürgen Nowoczin (1) Trainer: Heinz Strauch |                  |                  |